# Nysius
Nysius är ett släkte av insekter. Nysius ingår i familjen fröskinnbaggar.

## Bildgalleri

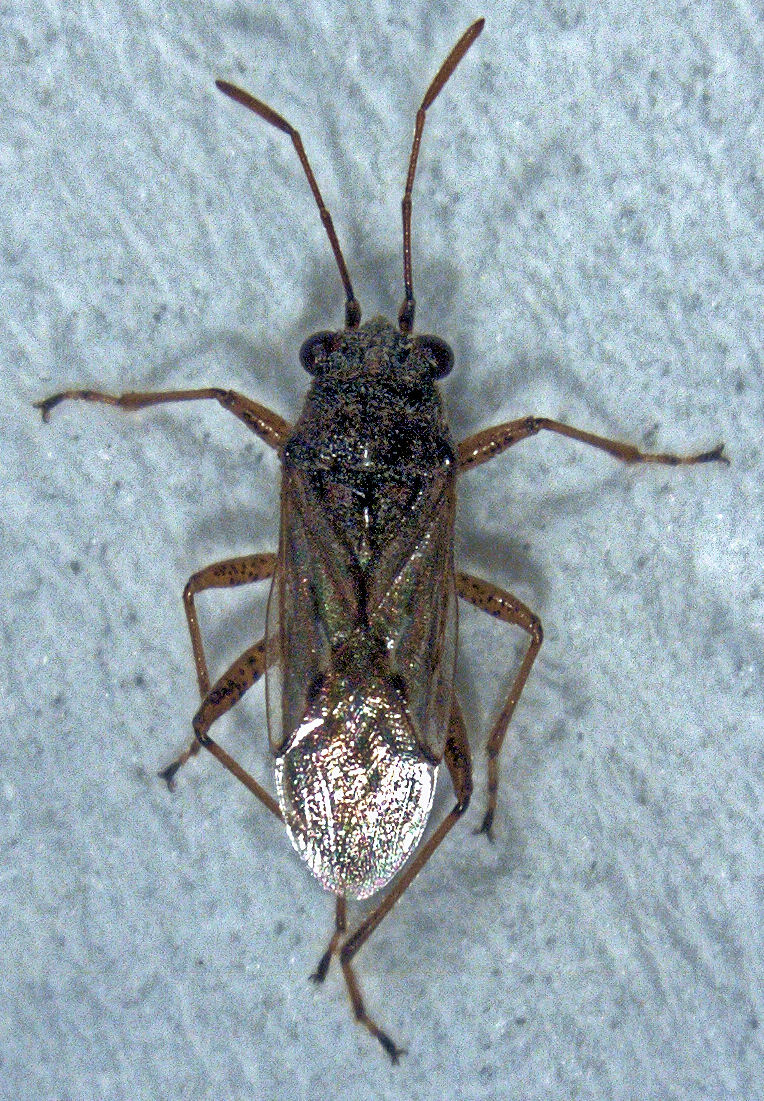
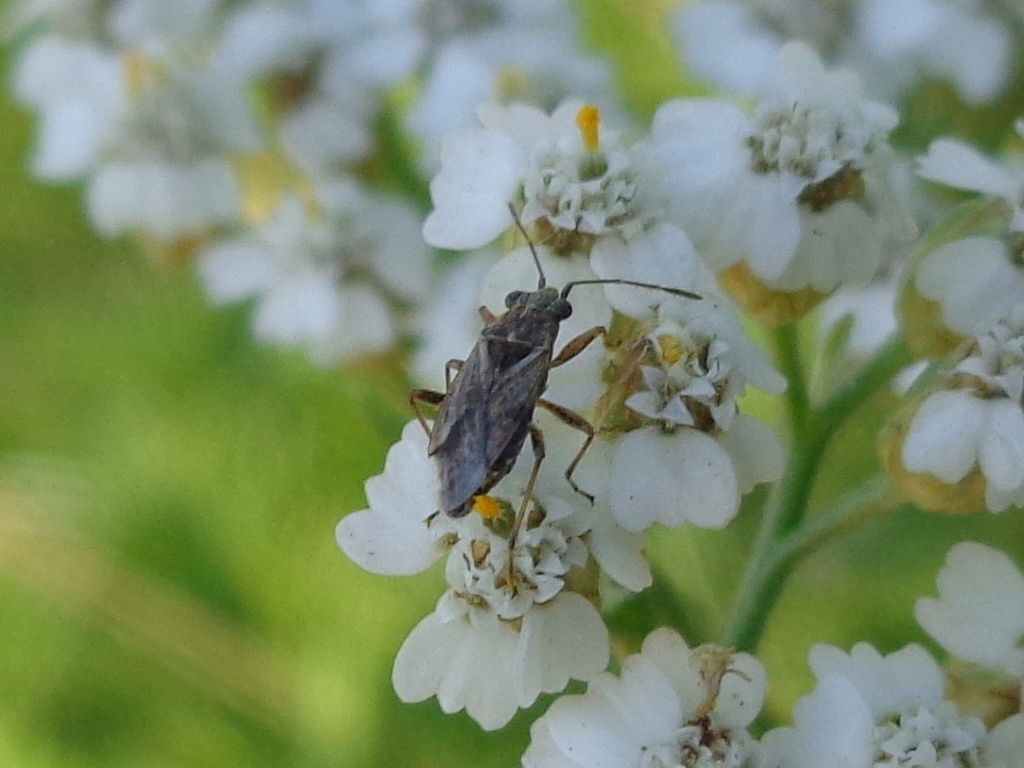
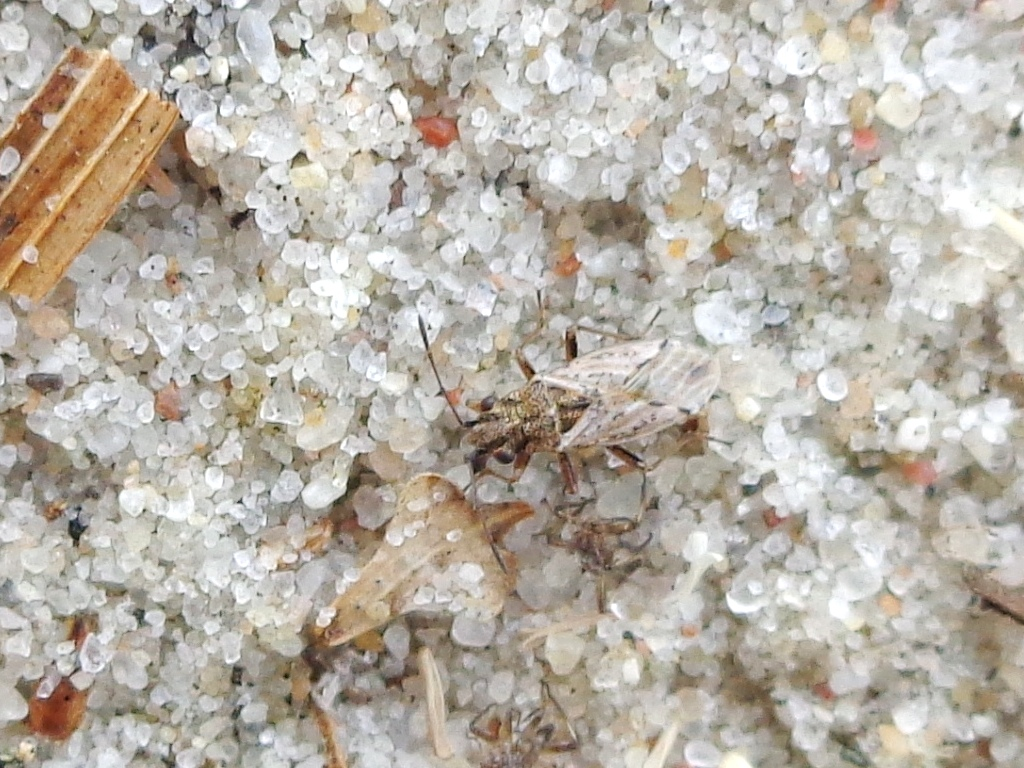
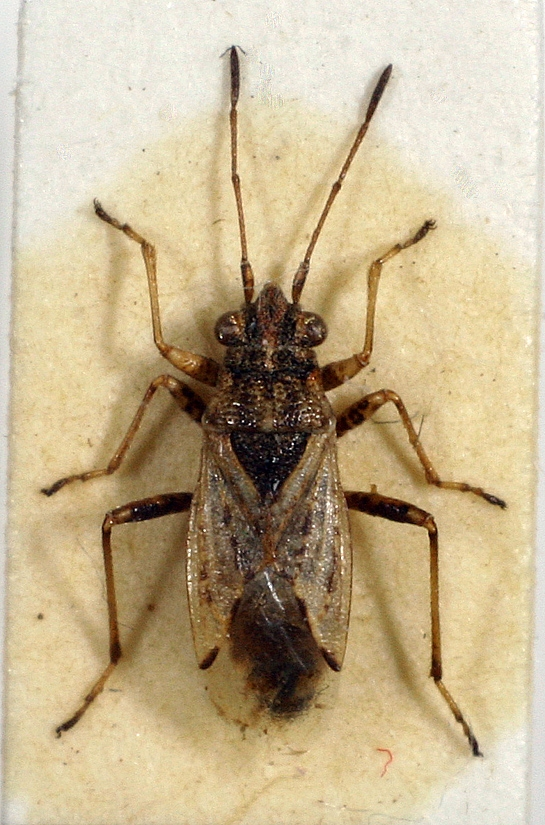
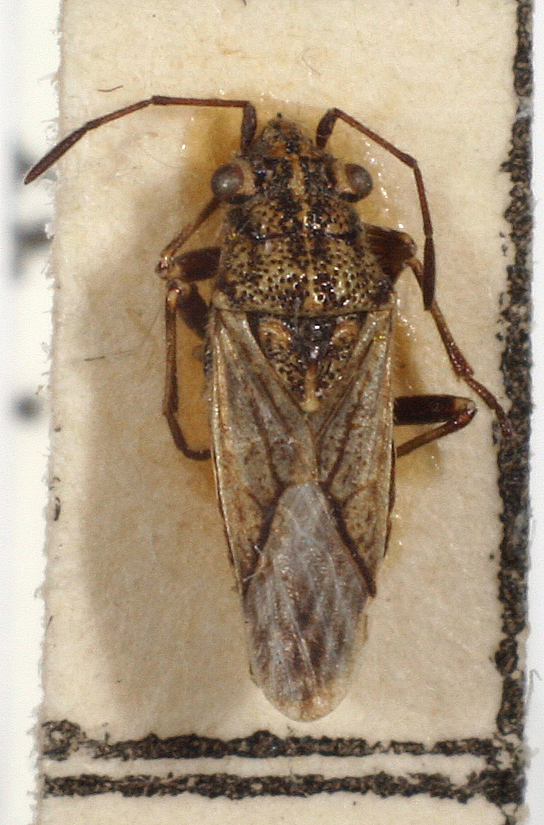
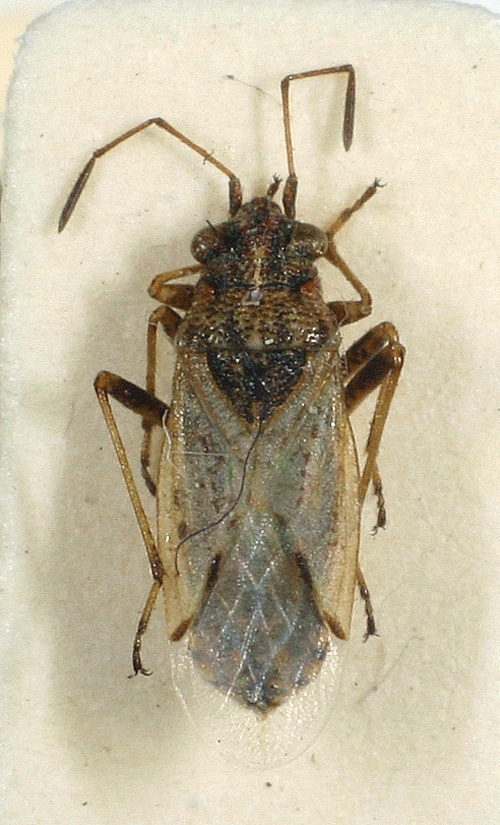

## Dottertaxa tillNysius, i alfabetisk ordning[1][2]
- Nysius abnormis
- Nysius angustatus
- Nysius beardsleyi
- Nysius blackburni
- Nysius caledoniae
- Nysius chenopodii
- Nysius coenosulus
- Nysius communis
- Nysius dallasi
- Nysius delectulus
- Nysius delectus
- Nysius ericae
- Nysius frigatensis
- Nysius fucatus
- Nysius fullawayi
- Nysius fuscovittatus
- Nysius grandis
- Nysius groenlandicus
- Nysius hardyi
- Nysius helveticus
- Nysius insoletus
- Nysius kinbergi
- Nysius lichenicola
- Nysius longicollis
- Nysius mixtus
- Nysius monticola
- Nysius neckerensis
- Nysius nemorivagus
- Nysius niger
- Nysius nihoae
- Nysius palor
- Nysius paludicola
- Nysius raphanus
- Nysius rubescens
- Nysius scutellatus
- Nysius sublittoralis
- Nysius suffusus
- Nysius tenellus
- Nysius terrestris
- Nysius thymi
- Nysius wekiuicola